# 佩切內亞加鄉

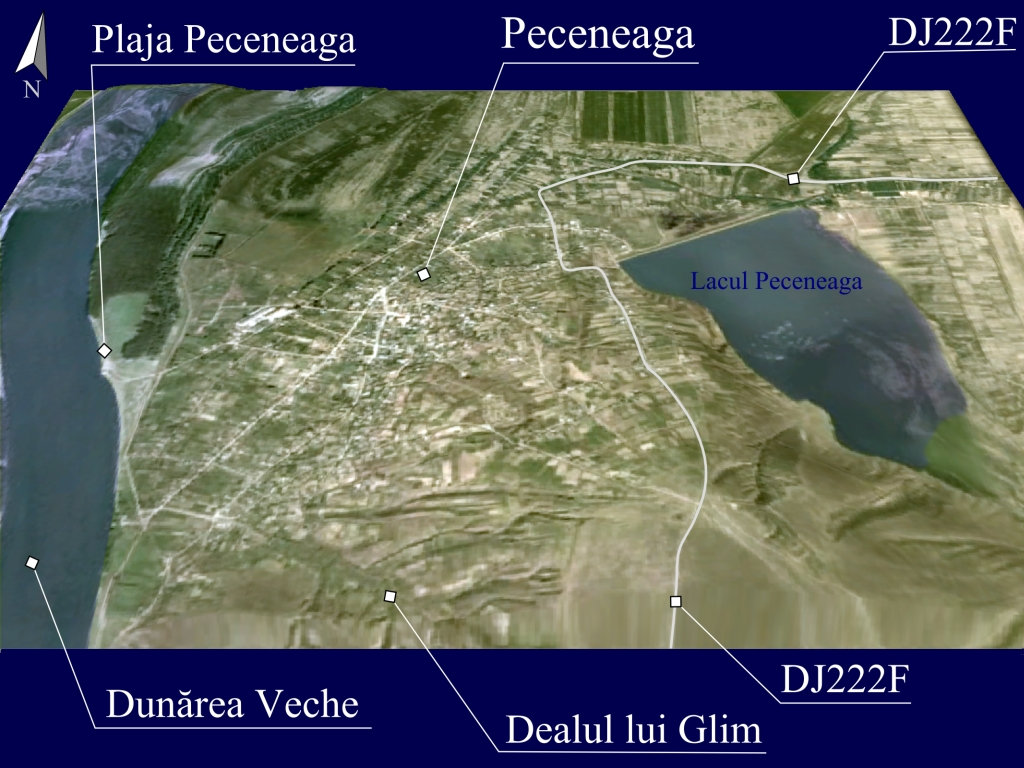

45°01′N 28°08′E / 45.017°N 28.133°E
佩切內亞加鄉（羅馬尼亞語：Comuna Peceneaga, Tulcea），是羅馬尼亞的鄉份，位於該國東南部，由圖爾恰縣負責管轄，面積56平方公里，海拔高度13米，2002年人口1,960，人口密度每平方公里35人。